# Literatura careliana
Literatura careliana és la literatura feta a la república de Carèlia en carelià, una llengua ugrofinesa, així com en finès.
El carelià té una rica tradició oral i musical pròpies, i els principals instruments són el kantele (una mena de plectre), el jouhikko i el virsikannel. El primer desenvolupament cultural es produí a finals del segle xix. El 1907 Heikki Ojansuu compongué un Karjalan kielen opas (Guia de la llengua carèlia), i el 1910 Iivo Härkönen (1882-1941) publicà el Karjalan kirja (Llibre de Carèlia). Més tard aparegué el diari Toukoumies i Harkonenva va treure el 1920 la revista Itäinen Vartis (Sentinella Oriental).
El 1920 s'hi fundaren els diaris Olonetskaha Kommuna, Punalainen Karjala (Carèlia Roja), i Punakantele (Kantele roig, 1928); i dins l'Associació d'Escriptors Proletaris de Carèlia, les seccions en rus (1926), carelià (1927) i finlandès (1927). D'aquesta manera es donaren a conèixer els primers escriptors com Jalmari Virtanen (1889-1939), considerat per Maxim Gorki com a veritable poeta proletari, i autor de Punakantele (1937); Hilda Tihla (1872-1944) autora de Les pàgines giren (1934-1936); Eemeli Parras (1884-1939) amb la novel·la El poble de Jymyvaara (1933), el poeta Lea Khelo (Tobias Guttari, 1907-1953) amb els poemes El meu país (1947) i Keitomuksia-kuvanksia (Exèrcit Roig, guàrdia lleial, 1932); l'assagista S. Norin (1909-1942), el novel·lista O. Johansson (1892-1939) i el dramaturg Ragnar Rusko (R. Nyström, 1898-1939), així com el rus V. Txekhov (1901). Aparegueren també els diaris Nachalo (1934-1935) i Na Rubezhe (1940) en rus, Karelia (1937-1940) en careli i Rintama (El front, 1932-1937) i Punalipuu (Bandera Roja, 1940) en finlandès. Els escriptors russos de Carèlia F. Isakov (1918-1941) i I. Kutasov (1910-1941) moriren lluitant a la Segona Guerra Mundial.
Després de la Segona Guerra Mundial, destacaren els escriptors Uljas Vikström (1910), amb les novel·les Termonen (1935), Sulevan Oksu (1961) i Toiska (1969) i T. Summanen (1931) en finès; F. Trofimov (1910), autor de Sobre nosaltres, les estrelles (1962) i Terra bella (1969), A. Linevskij (1902) amb Belomorje (1952-1965) i D. Gusarov (1924), amb El preu d'un ésser humà (1963) en rus. I en carelià destacaren el poeta Anti Timonen (1915) amb Som carelians (1969) i A la badia dels vents (1953); Nikkola Jakkola (1905-1967), autor de la tetralogia Vertent (1949-1966); P. Perttu (1918), N. Laine (1920), Ia. Rugoev (1918) amb Conte dels carelis (1949-1959) i Kaarle Krohn, considerat el principal laulajat (poeta-cantor). Més tard destacaren V. Ervasti (1913-1947), Salli Lund (1913-1947), B. Schmidt (1913), M. Sysoikov (1920) i G. Kikinov (1923-1964). El 1948 G. R. Sinisalo compòsà la primera simfonia carèlia, Herois del bosc, i el primer ballet, Sampo (1959), així com el poema simfònic Aino (1939), i el 1949 R. S. Pergament la primera òpera, Kumokho.